# Estação Campo da Pólvora
A Estação Campo da Pólvora é uma das estações da Linha 1 do Metrô de Salvador. Está situada no largo de mesmo nome, no bairro de Nazaré em Salvador, município capital do estado brasileiro da Bahia. Nas redondezas da estação estão o Fórum Ruy Barbosa, a Arena Fonte Nova e o Dique do Tororó, além de estar ligada à Estação Lapa por um túnel de 1 quilômetro de extensão.
Trata-se da estação mais profunda do sistema metroviário. Possui três pavimentos e ocupa uma área de 4 156,06 metros quadrados em trecho subterrâneo a uma profundidade de 34 metros abaixo do solo. Dispõe de dois acessos ambos localizados na Praça Campo da Pólvora, além de três elevadores e 18 escadas rolantes. Possui duas plataformas laterais de embarque/desembarque. Na cobertura da estação existe uma claraboia, permitindo a passagem de luz natural até o rol do primeiro pavimento.
Foi inaugurada em 11 de junho de 2014 juntamente com outras três estações da linha. No mês de julho de 2015, o elevador da estação ficou paralisado por mais de vinte dias.